# كلير أو إس
كلير أو إس (بالإنجليزية: ClearOS) (سابقا كلارك كونكت ClarkConnect ) ، هو نظام تشغيل مسوّق من طرف شركة صناعة البرمجيات كلير سنتر ، مبني على توزيعة سينت أو إس وريد هات إنتربرايز لينكس، مصمم للاستخدام في المؤسسات الصغيرة والمتوسطة كبوابة (شبكات) وخادم شبكة بواجهة ويب إدارية، يعتبر بديلا مناسبا لويندوز سمول بيزنس سيرفر، تم تصميم النظام بواسطة كلير فوندايشن ClearFoundation، وتقدم خدمات الدعم من طرف شركة كلير سنتر، أزال ClearOS 5. 1 القيود السابقة على وظائف البريد، و DMZ - منطقة منزوعة السلاح (حوسبة) ووظائف MultiWan.

## وصلات خارجية
1. الموقع الرسمي لكلير أو إس نسخة محفوظة 12 مايو 2018 على موقع واي باك مشين.
2. موقع المجتمع لكلير أو إس